# José Perramón
José Perramón, španski rokometaš, * 17. oktober 1946.
Leta 1972 je na poletnih olimpijskih igrah v Münchnu v sestavi španske rokometne reprezentance osvojil 15. mesto.